# ابرهای سیلس ماریا
ابرهای سیلس ماریا (انگلیسی: Clouds of Sils Maria) فیلمی در ژانر درام به نویسندگی و کارگردانی الیویه آسایاس است که در سال ۲۰۱۴ منتشر شد. از بازیگران آن می‌توان به ژولیت بینوش، کریستن استوارت، و کلویی گریس مورتس اشاره کرد. فیلم‌برداری فیلم از اوت تا اکتبر ۲۰۱۳ انجام شد، و بیشتر تصویربرداری در زیلس ماریا، سوئیس صورت گرفت. این فیلم محصول مشترک کشورهای فرانسه، آلمان و سوئیس است.
ابرهای سیلس ماریا برای کسب جایزهٔ نخل طلا در بخش اصلی جشنواره فیلم کن ۲۰۱۴، در ۲۳ مه ۲۰۱۴ به رقابت پرداخت، و همچنین در جشنواره بین‌المللی فیلم تورنتو و جشنواره فیلم نیویورک به نمایش درآمد.

## خلاصه داستان
ماریا اندرز که در اوج فعالیت حرفه‌ای اش قرار دارد ازش خواسته می‌شود نقشی را که ۲۰ سال پیش از او یک چهرهٔ معروف و مشهور ساخته بود را دوباره ایفا کند….